# ليندا كيني
ليندا كيني (بالإنجليزية: Lynda Keane)‏ هي ممثلة أسترالية، ولدت في 1950 في إنجلترا في المملكة المتحدة.

## وصلات خارجية
- ليندا كيني على موقع IMDb (الإنجليزية)